# Пруды (Гурьевский район)
Пруды — посёлок в Гурьевском городском округе Калининградской области. Входит в состав Добринского сельского поселения.

## География
Посёлок расположен в западной части Калининградской области, примерно в 12 км к востоку от районного центра, города Гурьевска, в 16 км восточнее областного центра, города Калининграда.

## История
Населённый пункт относится к исторической области древней Пруссии именем Самбия.
По итогам Второй Мировой войны передан в состав СССР.
В 1946 году Кадгинен был переименован в поселок Пруды.

## Население
В 1910 году население Кадгинена составляло 102 жителя, в 1933 году — 80 жителей, в 1939 году — 81 житель.
| 2002 | 2010 |
| ---- | ---- |
| 12   | ↗14  |